# Lista över offentlig konst i Nyköpings kommun
Lista över offentlig konst i Nyköpings kommun är en ofullständig förteckning över offentlig konst i Nyköpings kommun.
| Titel                                                 | Konstnär(er)                        | Årtal            | Beskrivning                        | Typ - material                                   | Stadsdel/ort | Plats Koordinater                                                     | Bild                                                  |
| ----------------------------------------------------- | ----------------------------------- | ---------------- | ---------------------------------- | ------------------------------------------------ | ------------ | --------------------------------------------------------------------- | ----------------------------------------------------- |
| Jimmys                                                | Monika Gora                         | 2007             |                                    | ljusskulpturer - glasfiberarmerad polyesterplast |              | koordinater saknas                                                    |                                                       |
| Blixten                                               | Gunnar Englund                      | 2010             |                                    | lekskulptur - trä                                |              | koordinater saknas                                                    |                                                       |
| Lekbäck med padda                                     | Nigel Wells                         | 2012             |                                    | vattenskulptur - armerad betong                  |              | koordinater saknas                                                    |                                                       |
| Tillsammans                                           | Charlotte Öberg Bakos               | 2014             |                                    | sällskapstrappa - trä                            |              | Lekparken norr om Nyköpings högstadium - Alpha. 58.7514, 17.03527     | Tillsammans                                           |
| Prometueus                                            | Ivar Johnsson                       | 1954             |                                    | skulptur - brons                                 |              | Nicolaiskolan, Västra Storgatan 40 58.75306, 17.01083                 | Prometueus                                            |
| Stenblomman – Tummelisa                               | Åke Jönsson                         | 1951             |                                    | Brons                                            |              | Östra kyrkogatan 14 58.75333, 17.01639                                | Stenblomman – Tummelisa                               |
| Laxarna                                               | Ragnar Östberg                      | 1930             |                                    | skulptur och torgbrunn - brons                   |              | Brunnen, Stora torget 58.75306, 17.00861                              | Laxarna                                               |
| Mor och barn                                          | Nils Möllerberg                     | 1960             |                                    | skulptur - brons                                 |              | Gripsholmsparken 58.75586, 17.01842                                   | Mor och barn                                          |
| Vattenklocka                                          | Håkan Bonds                         | 1982             |                                    | Röd granit                                       |              | Prosten Pihls gård 58.75139, 17.01556                                 | Vattenklocka                                          |
| Birgit Cullberg                                       | Willy Gordon                        | 1984             | Byst över Birgit Cullberg          | byst - brons                                     |              | Teaterparken 58.75073, 17.02167                                       | Birgit Cullberg                                       |
| Palmemonumentet                                       | Thomas Qvarsebo                     | 1993             |                                    | Brons                                            |              | Framför Träffen, i Folkets Park 58.76172, 17.02181                    | Palmemonumentet                                       |
| Svalor i ån                                           | Oscar Jauhainen                     | 1968             |                                    | skulptur - brons                                 |              | Nyköpingsån. Bron, Östra Storgatan 58.75336, 17.01286                 | Svalor i ån                                           |
| Gert Fredriksson                                      | Thomas Qvarsebo                     |                  | Skulptur över Gert Fredriksson     | skulptur - Brons                                 |              | Hamnen 58.74778, 17.01639                                             | Gert Fredriksson                                      |
| Eva                                                   | Göran Strååt                        | 1954             |                                    |                                                  |              | Hotell Kompaniet, Folkungavägen 1 58.74861, 17.01533                  | Eva                                                   |
| Germini                                               | Uta Jacobs                          | 1989             |                                    | Brons                                            |              | Polishuset, Folkungavägen 2 58.74917, 17.01511                        | Germini                                               |
| Jacob Serenius                                        | Anna Laaksonen                      | 1998             | byst av Jacob Serenius             | byst - Betong                                    |              | Alla Helgona kyrka, Östra Trädgårdsgatan 58.75133, 17.01592           | Jacob Serenius                                        |
| Henriette Löwen                                       | Anna Laaksonen                      | 1998             | Byst föreställande Henriette Löwen | byst - Betong                                    |              | Folkhögskolan, Östra Trädgårdsgatan 3 58.75044, 17.01186              | Henriette Löwen                                       |
| Sigrid Karlsson                                       | Anna Laaksonen                      | 1998             |                                    | Betong                                           |              | Sankt Annegatan 1, vid Nyköpingsån koordinater saknas                 |                                                       |
| Hertig Karl                                           | Anna Laaksonen                      | 1998             | byst av Karl IX                    | byst - Betong                                    |              | Konstmuseet, Nyköpingshus 58.74917, 17.01                             | Hertig Karl                                           |
| Joakim Danckwardt                                     | Anna Laaksonen                      | 1998             |                                    | byst - Betong                                    |              | Västra Kvarngatan, bakom Stadshuset 58.75222, 17.00983                | Joakim Danckwardt                                     |
| Båten                                                 | Pia Tibbling Rystadius              | 1993             |                                    | Trä och marmor                                   |              | Visornas väg, gård vid psykiatriska kliniken 58.76064, 16.99969       | Båten                                                 |
| Clownen August                                        | Bie Norling                         | 2002             |                                    | Bemålad marmorit                                 |              | Pelles lusthus, Bruksgränd 58.75192, 17.01317                         | Clownen August                                        |
| Man med penningpåsar                                  | Krister Spångvall                   |                  |                                    | Stål                                             |              | Handelsbanken, Västra Storgatan 23 58.75231, 17.00583                 | Man med penningpåsar                                  |
| Stålmannen och järnladyn                              | Björn Römert                        | 2005             |                                    | Metall                                           |              | Parken vid Pelles lusthus 58.75208, 17.01306                          | Stålmannen och järnladyn                              |
| Jobbare                                               | Sune Roth                           | 1994             |                                    | Kopparplåt                                       |              | Pelles lusthus, Bruksgränd 58.75228, 17.01314                         | Jobbare                                               |
| Attraktion                                            | Sune Roth                           |                  |                                    | Sandsten                                         |              | Pelles lusthus, Bruksgränd 58.75194, 17.01333                         | Attraktion                                            |
| Famnen                                                | Sune Roth                           | 1988             |                                    | Betong                                           |              | Konservkompaniet, Idbäcken 58.74483, 16.99953                         | Famnen                                                |
| Näcken                                                | Bernt Westlund                      |                  |                                    | Stengods                                         |              | Storhusqvarn, Västra Kvarngatan 64 58.75278, 17.01556                 | Näcken                                                |
| Frigörelse                                            | Sune Roth                           | 1952             |                                    | Granit                                           |              | Psykiatriska kliniken, parken vid Sotargången 58.76033, 17.00167      | Frigörelse                                            |
| Pilten                                                | Bie Norling                         | 2002             |                                    | Brons                                            |              | Storhusqvarn, Västra Kvarngatan 64 58.75281, 17.01528                 | Pilten                                                |
| Teori - praktik - estetik                             | Ulf Abrahamson                      | 1997             |                                    | Stål och koppar på granitsockel. Vandaliserad.   |              | Gripenskolan, Svedelius väg 58.75188, 16.98533                        | Teori - praktik - estetik                             |
| Susanna och gubbarna                                  | Börje Wahlström                     | 1991             |                                    | Brons                                            |              | Katolska kyrkan, Nytorget 58.75256, 16.99533                          | Susanna och gubbarna                                  |
| Stenbänkar                                            | Gunilla Ståhle                      |                  |                                    | Sten och trä                                     |              | Sankta Annas restaurang, Forsgränd 3 58.75606, 17.00617               | Stenbänkar                                            |
| Ask och Embla                                         | Alexis Oyola Morgan Yngve Jon Briat |                  |                                    | Trä                                              |              | Nyköpingsån, vid Folkungagatan 58.75156, 17.01333                     | Ask och Embla                                         |
| Stenhuggarmästaren Carl Pettersson                    | Bie Norling                         |                  |                                    | Relief - brons på granit                         |              | Hantverkarnas hus, Sankt Annegatan 17 58.75589, 17.01144              | Stenhuggarmästaren Carl Pettersson                    |
| Vattentank                                            | Krister Spångvall                   |                  |                                    |                                                  |              | Idbäckens industriområde 58.74403, 17.00144                           | Vattentank                                            |
| Hjalmar Branting                                      | Okänd                               |                  | byst över Hjalmar Branting         | byst - Granit                                    |              | Bakom Träffen, i Folkets Park 58.76236, 17.02361                      | Hjalmar Branting                                      |
| Torghandlaren                                         | Bie Norling                         | 1997             |                                    | Brons                                            |              | Stora torget, västra portgaveln i nisch 58.75297, 17.00778            | Torghandlaren                                         |
| Torghandlarens kund                                   | Bie Norling                         | 1997             |                                    | Brons                                            |              | Stora Torget, västra portgaveln i nisch 58.75297, 17.00778            | Torghandlarens kund                                   |
| S:t Anna (egentligen Maria Magdalena)                 | okänd                               | 1400-talets mitt |                                    | Stengods                                         |              | På väggen ovanför porten, S:t Anna kvarn, Forsgränd 58.75642, 17.0085 | S:t Anna (egentligen Maria Magdalena)                 |
| Portskulptur över Kristus med världsklotet i sin hand | okänd                               | 1644             |                                    |                                                  |              | S:t Nicolai kyrka 58.75353, 17.00944                                  | Portskulptur över Kristus med världsklotet i sin hand |
| Tuppen värper                                         | Uno Dewoon                          |                  |                                    |                                                  |              | Pelles lusthus 58.75211, 17.01328                                     | Tuppen värper                                         |
| Energihjulen                                          | Okänd                               | 1991             |                                    |                                                  |              | Storhuskvarn 58.75281, 17.01528                                       | Energihjulen                                          |
| Movement                                              | Shoresh Amin                        | 2012             |                                    | Rostfritt stål                                   |              | Rondell, Skavsta flygplats 58.78311, 16.92672                         | Movement                                              |
| Fågel, fisk eller mittemellan                         | Bertil Vallien                      |                  |                                    |                                                  |              | Kanalen i stadsdelen Brandholmen 58.7459, 17.03672                    | Fågel, fisk eller mittemellan                         |

## Tidigare utplacerade konstverk
Nedan följer en lista på konstverk som tidigare varit utplacerade men nu är i förvar, förstörda eller försvunna.
| Titel         | Konstnär(er)    | Årtal | Beskrivning | Typ - material | Stadsdel/ort | Tidigare plats Koordinater                                          | Bild |
| ------------- | --------------- | ----- | ----------- | -------------- | ------------ | ------------------------------------------------------------------- | ---- |
| Bergslagsurna | Eric Grate      |       |             |                |              | Sörmlands museum koordinater saknas                                 |      |
| Narren        | Börje Wahlström | 1993  |             | Konststen      |              | Korsningen Östra Storgatan och Västra Kvarngatan koordinater saknas |      |